# Bob Nijsten
Bob Nijsten (Spaubeek, 16 juli 2002) is een Nederlands voetballer die doorgaans als aanvaller speelt. Hij kwam éénmalig uit voor MVV Maastricht in de Eerste divisie.

## Carrière
Bob Nijsten speelde in de jeugd van VV Spaubeek en MVV Maastricht. Nadat hij in 2020 al eenmaal in de eerste selectie van MVV had gezeten, sloot hij in de zomer van 2021 bij het eerste elftal aan. Hij debuteerde voor MVV op 27 september 2021, in de met 3-1 verloren uitwedstrijd tegen Jong Ajax. Hij kwam in de 80e minuut in het veld voor Roland Alberg.
Medio 2022 maakte Nijsten de overstap naar EVV uit Echt. In 2024 ging hij naar VV Spaubeek.

## Statistieken
| Seizoen                       | Club           | Land           | Competitie     | Competitie | Competitie | Beker | Beker | Totaal | Totaal |
| Seizoen                       | Club           | Land           | Competitie     | Wed.       | Dlp.       | Wed.  | Dlp.  | Wed.   | Dlp.   |
| ----------------------------- | -------------- | -------------- | -------------- | ---------- | ---------- | ----- | ----- | ------ | ------ |
| 2019/20                       | MVV Maastricht | Nederland      | Eerste divisie | 0          | 0          | 0     | 0     | 0      | 0      |
| 2021/22                       | MVV Maastricht | Nederland      | Eerste divisie | 1          | 0          | 0     | 0     | 1      | 0      |
| Carrièretotaal                | Carrièretotaal | Carrièretotaal | Carrièretotaal | 1          | 0          | 0     | 0     | 1      | 0      |
| Bijgewerkt op 26 januari 2022 |                |                |                |            |            |       |       |        |        |